# Радянська Білорусь (газета)
«Радянська Білорусь» (рос. Советская Белоруссия) — суспільно-політична білоруська газета, що видається з серпня 1927 року. Зараз виходить російською мовою під назвою «СБ. Беларусь сегодня» (біл. СБ. Беларусь сёння).

## Керівництво
Засновниками є Адміністрація президента Республіки Білорусь і редакційна рада.
Головний редактор — Дмитро Жук.
Перший заступник головного редактора — Лебедик Михайло Петрович.
Заступники головного редактора — Таранда Олександр Михайлович, Гордієнко Сергій Олександрович, Торопецька Галина Михайлівна, Шадріна Анна Станіславівна.
Станом на 2010 рік газета виходила накладом понад 500 тисяч примірників п'ять разів на тиждень. До 1937 року вона мала назву «Рабочий». 1964 року нагороджена орденом Трудового Червоного Прапора.
Генеральний директор газети Дмитро Жук потрапив під санкції ЄС та Швейцарії влітку 2024 року.